# Nicuatole
El nicuatole (del náhuatl necuatl o necutli, 'miel', y atolli, 'atole') es un postre mexicano gelatinoso, típico del estado de Oaxaca, y se elabora con maíz criollo, azúcar, canela y agua. En vez de azúcar, también se puede endulzar con piloncillo, y por encima se suele colorear con rojo carmín, un pigmento obtenido de la cochinilla. Se puede encontrar a la venta en los mercados de Valles Centrales, típicamente cortado en cuadros sobre hojas de plátano, chirimoya o en pequeños capacillos. Se elaboran comúnmente nicuatoles de vainilla, de almendra, de piña, de chocolate, de durazno, de tejate, de coco rallado o de tuna olorosa, y a veces el agua se mezcla o se sustituye con leche.
El nicuatole está ligado al municipio de San Agustín Yatareni, siendo Doña Juana Agustín Martínez la primera persona en producirlo de la que se tenga constancia, en el siglo XIX. La receta, sin embargo, tiene presumiblemente orígenes prehispánicos. Desde 2011, se celebra en este municipio la Feria del Nicuatole. En Jalapa de Díaz, se prepara un nicuatole de maíz, leche y azúcar, sin canela.

## Elaboración
Se debe usar maíz criollo, que es una raza local de Oaxaca rica en almidones, ya que con otras variedades de maíz el nicuatole no queda tan espeso y tiende a cuartearse. El maíz se cuece y se muele en metate o molino. Se deslee el maíz en agua fría, se cuela y se vuelve a poner en el fuego. Se le agrega la canela, el azúcar y la leche, así como los sabores que uno desee agregarle. El líquido se irá espesando y adoptando una consistencia similar a la miel (de ahí su nombre) hasta cuajarse. El tiempo de elaboración total ronda las tres horas.